# David Pack
David Pack (Huntington Park, 15 luglio 1952) è un cantante, chitarrista e produttore discografico statunitense noto per essere stato il leader della band Ambrosia e per la sua carriera solista.

## Carriera

### Musicista
La sua attività inizia nel 1970, quando è tra i fondatori degli Ambrosia, con i quali incide sei album in studio, prima di uscire dal gruppo nel 1980. Nello stesso anno partecipa all'album  di Kerry Livgren Seeds of Change, come voce solista, seconda voce e chitarrista. Ha anche partecipato all'album Vinyl Confessions dei Kansas nel 1982. In seguito ha partecipato come voce principale ospite nella traccia Shine On dell'album It's a Jungle Out There! dei Mastedon, brano scritto e prodotto da John Elefante e suo fratello Dino.
Durante gli anni '80, Pack ha ottenuto di un discreto successo come solista con l'uscita del suo LP Anywhere You Go nel 1985. L'album ha generato tre singoli da classifica, il più grande dei quali è stato "I Just Can't Let Go" (US AC #13 ).
Ha co-scritto due canzoni ("The Three of Me" e "I'm Talkin' to You"), ha cantato e suonato la chitarra nell'album Try Anything Once del 1993 di Alan Parsons e ha cantato e suonato la chitarra nella canzone "You Can Run" sull'album del 2004 sempre di Parsons, A Valid Path. La lunga collaborazione con Parsons lo rese noto anche come musicista e produttore discografico, attività iniziata già negli anni 1980

### Produttore discografico
Pack iniziò nel 1982 la carriera di produttore discografico con band emergenti. Negli anni successivi si affermò in tale ruolo, vincendo un Grammy Awards grazie alla collaborazione con Phil Collins.
Produsse anche Aretha Franklin, Kenny Loggins, Wynonna Judd, Natalie Cole, Chick Corea, Amy Grant, Faith Hill e Jennifer Hudson. Ha prodotto anche il celebre album del 1995 The Songs of West Side Story, noto per essere l'ultima performance registrata della cantante Selena, e per contenere l'ultimo lavoro di Marty Paich, qui in veste di compositore.
Ha lavorato come produttore e direttore musicale per le inaugurazioni del presidente Bill Clinton nel gennaio 1993 e 1997. Nel 2005 ha prodotto e diretto il concerto per la Giornata mondiale contro l'AIDS del 2005 alla Saddleback Church di Orange County.

## Discografia

### Solista
- Anywhere You Go (1985)
- Unborn (2004)
- The Secret of Movin' On (2005)
- David Pack's Napa Crossroads (2014)

### Con gli Ambrosia
- Ambrosia (1975)
- Somewhere I Never Travelled (1976)
- Life Beyond L.A. (1978)
- One Eighty (1980)
- Road Island (1982)

### Con Kerry Livgren
- Seeds of Change, (1980)

## Collaborazioni

### The Alan Parsons Project
- Tales of Mystery and Imagination - Edgar Allan Poe - (1976)

### Alan Parsons
- Try Anything Once - (1993)
- A Valid Path - (2004).
- From the New World - (2022)